# محمد تندوفت
محمد تندوفت (مواليد 12 مارس 1993 م بمدينة أزيلال) هو عداء مغربي متخصص في سباقات 3000 متر موانع.